# ラス・ブレイ

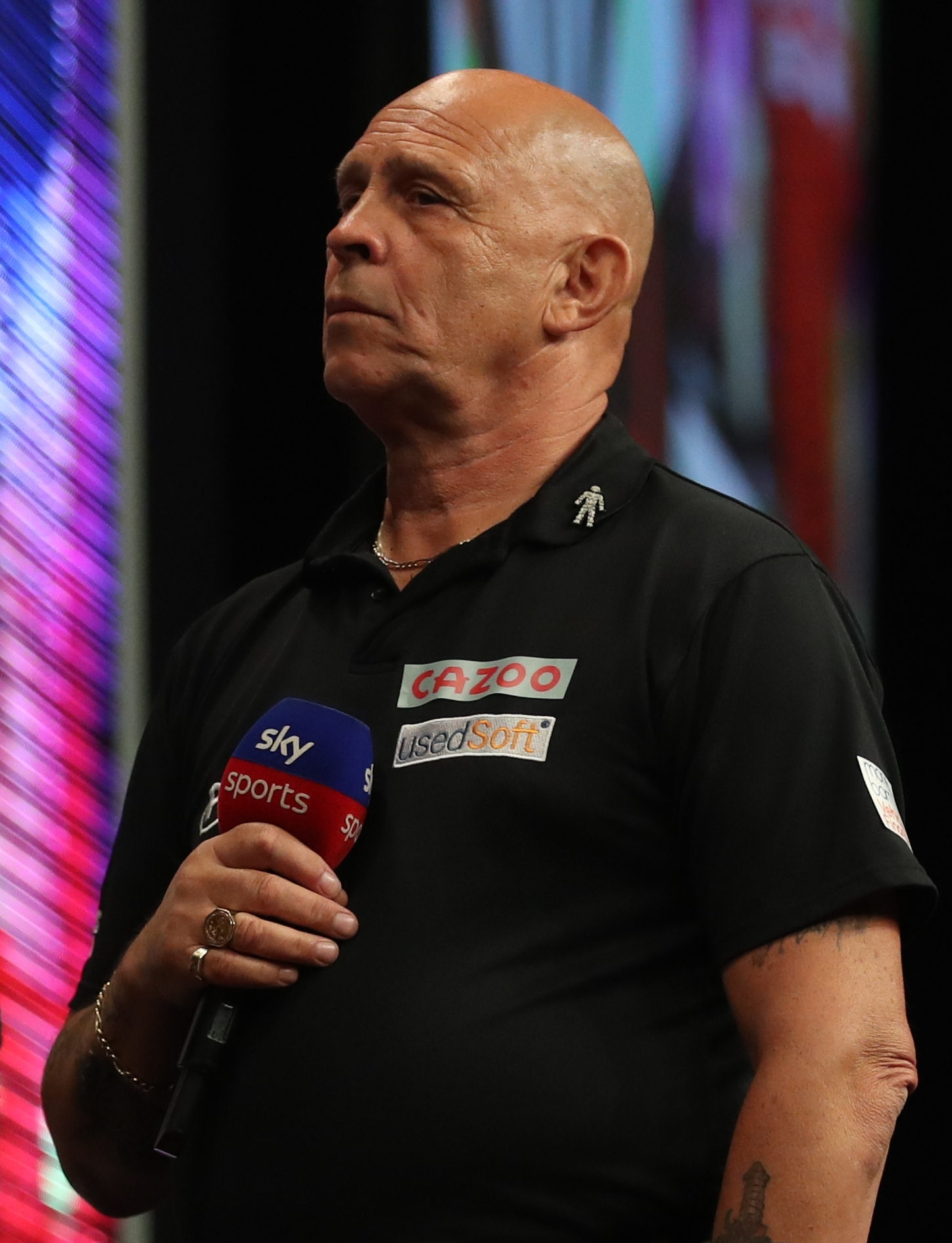

ラス・ブレイ（Russ Bray, "The Voice", 1957年6月22日 - ）は、イギリスのプロフェッショナル・ダーツ・レフリーである。エセックス出身。現在、PDCで活躍している。彼は、世界一のダーツ・レフリーの1人とされており、ユニークなコーリング・スタイルと彼の持つしゃがれ声により、プレイヤーと同様、"The Voice" というニックネームを持つ。

## ダーツでの活躍
彼は、ダーツのコーラーとして有名であるが、ダーツ・プレイヤーとしての顔も持つ。Team Unicornのメンバーでもあり、ラス・ブレイ・モデルのダーツも、存在する。

### コーラーとして
ブレイ自身によれば、彼のコーラーとしてのキャリアは、とあるカウンティ・マッチにおいて、いつものコーラーが現れなかった夜に始まったという。その後、彼は、1996年にPDCとコーラーとしての契約を結び、ブラックプールのワールド・マッチプレイにおいてデビューを飾った。2002年の同イヴェントにおいて、フィル・テイラーが、PDCの試合初となるテレビ放送中におけるナイン・ダート・フィニッシュを達成したときも、彼が、コーラーを務めていた。
日本でも名が知れわたっており、2010 PDC ワールド・ダーツ・チャンピオンシップの日本代表枠出場者決定戦などでも、彼を呼び物としていた。また、エリック・ブリストウとジョン・ロウが中心となって行っているレジェンズ・ツアーでも、彼がコーラーを務めるときは、大きく告知される。

### ダーツ・プレイヤーとして
ブレイは、ハートフォードシャーのカウンティ・プレイヤーとなった後、プロフェッショナル・サーキットでも活躍していた。エリック・ブリストウとチームを組み、ノルウェーとフィンランドで行われたペア戦で優勝したこともある。
2008年7月、彼は、ブラックプールのノース・ピアにおいて、野外で、10フィート (3.048m) の距離から通常のダーツボードのブルズアイに入れたという、ギネス記録を持っている。彼は、PDCスタッフの同僚であるスコット・ギブリングの9.6フィート (2.926m) からの達成という記録を更新した。ブレイが達成したときは、時速30マイル (48.280km/h) の風が吹いていた。

## ダーツ外での活躍
近年、ブレイは、彼のしゃがれ声を活用して、CMの仕事を増やしている。PDC初のヴィデオ・ゲームである、PDC ワールド・チャンピオンシップ・ダーツのレフリーも彼である。また、電子レンジ食品のFeasterの声も彼であり、Nuts TVのナレーターも務めている。